# 巴爾博薩 (桑坦德省)
巴爾博薩是哥倫比亞的城鎮，位於該國東北部，由桑坦德省負責管轄，距離首府布卡拉曼加214公里，面積75平方公里，海拔高度1,610米，2005年人口25,768。
5°55′59″N 73°37′16″W / 5.933°N 73.621°W
1. ↑  . Statoids.   [28 December 2011]. （原始内容存档于2013-06-12）.
2. ↑   (PDF). DANE.   [28 December 2011]. （原始内容存档 (PDF)于2016-03-03）.